# Dutch Ladies Open 2013
Het Dutch Ladies Open, ook wel Deloitte Ladies Open genoemd, is een Nederlands golftoernooi van de Ladies European Tour. In 2013 werd de 18de editie van het toernooi van 24-26 mei gespeeld op The International, een golfbaan in Badhoevedorp, tussen Amsterdam en Schiphol. Maarten Lafeber is ambassadeur van de baan. Het toernooi werd georganiseerd door This is Golf, toernooidirecteur is wederom Liz Weima, die het Open in 1994 won.
Titelverdedigster was de Spaanse Carlota Ciganda. Het prijzengeld voor 2013 was € 250.000. De titel ging naar de rookie Holly Clyburn.

## Verslag
De par van de baan is 73.

### Ronde 1 en 2
Rookie Camilla Lennarth begon met een mooie ronde van 66 (-7) en nam daarmee de leiding. Het was haar beste ronde sinds zij professional werd. Op eerbiedige afstand volgden Gwladys Nocera en Benedikte Grotvedt met 69, maar beide dames scoorden 77 voor de tweede ronde.
Dewi-Claire Schreefel stond na 72-75 op de 24ste plaats en Christel Boeljon stond met 70-72 gedeeld derde. De 17-jarige amateur Anne van Dam  haalde als derde Nederlandse ook de cut.

### Ronde 3
Holly Clyburn werd in oktober 2012 professional en is dus ook een rookie op de Ladies Tour. Na rondes van 71-69-71 had ze haar eerste overwinning binnen. Camilla Lennarth scoorde +4 in de laatste ronde maar eindigde toch nog op een gedeeld 4de plaats. Christel Boeljon had ook 77 en zakte naar de 12de plaats.
| Naam                  | Score R1 | Score R1 | Nr  | Score R2 | Score R2 | Totaal | Nr  | Score R3 | Score R3 | Totaal | Nr  |
| --------------------- | -------- | -------- | --- | -------- | -------- | ------ | --- | -------- | -------- | ------ | --- |
| Holly Clyburn         | 71       | -2       | T11 | 69       | -4       | -6     | T3  | 71       | -2       | -8     | 1   |
| Camilla Lennarth      | 66       | -7       | 1   | 73       | par      | -7     | 1   | 77       | +4       | -3     | T6  |
| Christel Boeljon      | 70       | -3       | T4  | 72       | -1       | -4     | T3  | 77       | +4       | par    | T12 |
| Dewi-Claire Schreefel | 72       | -1       | T17 | 75       | +2       | +1     | T24 | 76       | +3       | +4     | T29 |
| Anne van Dam (AM)     | 77       | +4       | T58 | 72       | -1       | +3     | T34 | 75       | +2       | +5     | T35 |
| Marjet van der Graaff | 78       | +5       | T64 | 76       | +3       | +8     | MC  |          |          |        |     |
| Charlotte Puts (AM)   | 76       | +3       | T25 | 79       | +6       | +9     | MC  |          |          |        |     |
| Mette Hageman         | 74       | +1       | T30 | 81       | +8       | +9     | MC  |          |          |        |     |
| Chrisje de Vries      | 77       | +4       | T58 | 79       | +6       | +10    | MC  |          |          |        |     |
| Elise Boehmer (AM)    | 79       | +6       | T73 | 80       | +7       | +13    | MC  |          |          |        |     |
| Dewi Weber (AM)       | RT       |          |     |          |          |        |     |          |          |        |     |

| Leider |  | Toernooirecord |  | MC = missed cut = cut gemist |  | RT = Retired = teruggetrokken |  | DQ = disqualified |

## Speelsters
| - Caroline Afonso - Holly Aitchison - Beth Allen - Lucie André - Bree Arthur - Rebecca Artis - Elizabeth Bennett - Eva Bjarvall * - Minea Blomqvist - Christel Boeljon - Carly Booth - Bonita Bredenhann * - Stacy Lee Bregman - Becky Brewerton - Cathryn Bristow - Hannah Burke - Latie Burnett - Laura Cabanillas - Helena Callahan - Nikki Campbell - Anne-Lise Caudal - Connie Chen - Carlota Ciganda - Holly Clyburn * - Stefania Croce - Tandi Cuningham - Julie Davidsson - Tara Davies - Valentine Derrey - Charlotte Ellis - Tania Elosegui - Virginia Espejo - Mallory Fraiche - Nikki Garrett - Sophie Giquel-Bettan - Marjet van der Graaff | - Julie Greciet - Benedicte Grotvedt - Maha Haddioui * - Lydia Hall - Sahra Hassan - Celine Herbin - Maria Hernandez - Whitney Hillier - Nina Holleder - Daniela Holmqvist - Rebecca Hudson - Charley Hull - Paula Hurtado - Laura Jansone - Trish Johnson - Marlene Jorgensen - Hannah Jun - Zuzana Kamasova - Stacey Keating - Sarah King - Steffi Kirchnmayr - Cassandra Kirkland - Joanna Klatten - Carin Koch - Tanaporn Kongkiatkrai - Virginie Lagoutte-Clément - Vikki Laign - Louise Larsson - Camilla Lennarth * - Amelia Lewis - Jia Yun Li - Xi Yu Lin - Ann-Kathrin Lindner * - Babe Liu * - Diana Luna - Cecilie Lundgreen | - Karen Lunn - Melanie Maetzler - Anais Maggetti - Julie Maisongrosse - Stefanie Michl - Danielle Montgomery - Stefanie Na - Miriam Nagl - Sharmila Nicollet - Gwladys Nocera - Elina Nummenpaa * - Lee-Anne Pace - Celine Palomar - Florentyna Parker - Michaela Parmlid - Titiya Plucksataporn - Pamela Pretswell - Margarita Ramos - Melissa Reid - Marion Ricordeau - Nargherita Rigon - Morgana Robbertze - Kaisa Ruuttila - Marie Salinas - Sophie Sandolo - Jade Schaeffer - Dewi-Claire Schreefel - Dawn Shockley - Mara Silva Zamora - Ashleigh Simon - Marianne Skarpnord - Kristie Smith - Rebecca Sorensen - Nontaya Srisawang - Noora Tamminen * - Emily Taylor | - Line Vedel - Alexandra Vilatte - Kylie Walker - Sophie Walker - Linda Wessberg - Liz Young - Alison Whitaker - Leigh Whittaker - Ursula Wikström - Cheyenne Woods * - Jessica Yadloczky - Yu Yang Zhang - Veronica Zorzi - Henni Zuel Invitaties - Mette Hageman - Jacqueline Hedwall - Erika Holmen - Smriti Mehra - Chrisje de Vries Amateurs - Georgia Hall (WAGR 6) - Lauren Taylor (winnares Toxandria 2012) - Elise Boehmer - Anne van Dam - Charlotte Puts - Dewi Weber De 16-jarige Georgia Hall was op 1 april nog nr 4 van de wereld, ze heeft daarna in april op uitnodiging de Kraft Nabisco Championship gespeeld en wil in 2013 professional worden. De 16-jarige Dewi Weber won de Van Lanschot Junior Ranking. |

* = Rookie
1986 · 1987 · 1988 · 1992 · 1994 · 1995 · 2000 · 2001 · 2004 · 2005 · 2006 · 2007 ·  2008 · 2009 · 2010 · 2011 · 2012 · 2013 · 2014